# Molos
|  | Per a altres significats, vegeu «Molós». |

D'acord amb la mitologia grega, Molos (en grec antic Μόλος), va ser un heroi cretenc, fill bastard de Deucalió.
Fou pare de Molíone i de Meríones i amic i company d'Idomeneu, el seu germanastre. En temps de Plutarc, se celebrava encara una festa a Creta on passejaven una figura sense cap, al que anomenaven Molos. Es deia que era el pare de Meríones que havia intentat violar una nimfa. Van trobar el seu cos decapitat poc temps després, i es va començar aquell ritual.